# Campeonato Mundial de Ciclismo Urbano de 2024
El VII Campeonato Mundial de Ciclismo Urbano se celebró en Abu Dabi (Emiratos Árabes Unidos) entre el 17 y el 21 de diciembre de 2024, bajo la organización de la Unión Ciclista Internacional (UCI) y la Unión Ciclista de Emiratos Árabes Unidos.
Se disputaron pruebas en dos disciplinas, las que otorgaron un total de ocho títulos de campeón mundial:
- Trials (TRI) – masculino 20″, masculino 26″, femenino 20″/26″ y equipo mixto
- BMX estilo libre – parque (masculino y femenino) y flatland (masculino y femenino)

## Medallistas

### Masculino
| Evento                            | Oro                                    | Plata                             | Bronce                                |
| --------------------------------- | -------------------------------------- | --------------------------------- | ------------------------------------- |
| Trials 20″ (21.12)                | Alejandro Montalvo · España · 270 pts. | Borja Conejos · España · 200 pts. | Eloi Palau · España · 200 pts.        |
| Trials 26″ (21.12)                | Jack Carthy Reino Unido 270            | Charlie Rolls Reino Unido 250     | Oliver Weightman Reino Unido 230      |
| BMX estilo libre parque (21.12)   | Logan Martin Australia 94,30           | José Torres Gil Argentina 91,60   | Justin Dowell Estados Unidos 90,74    |
| BMX estilo libre flatland (21.12) | Matthias Dandois Francia 90,67         | Moto Sasaki Japón 86,83           | Jean-William Prevost · Canadá · 84,00 |

### Femenino
| Evento                            | Oro                                  | Plata                            | Bronce                                 |
| --------------------------------- | ------------------------------------ | -------------------------------- | -------------------------------------- |
| Trials 20″/26″ (21.12)            | Alba Riera Roura · España · 210 pts. | Vera Barón · España · 200 pts.   | Nina Reichenbach · Alemania · 180 pts. |
| BMX estilo libre parque (21.12)   | Hannah Roberts Estados Unidos 95,70  | Sun Sibei China 94,06            | Fan Xiaotong China 93,72               |
| BMX estilo libre flatland (21.12) | Ayuna Miyashima Japón 73,67          | Veronika Kádár · Hungría · 63,00 | Anna Mondics · Hungría · 60,00         |

### Mixto
| Evento                     | Oro | Plata                                                                              | Bronce |
| -------------------------- | --- | ---------------------------------------------------------------------------------- | --- |
| Trials por equipos (17.12) | Eloi Palau · Julen Sáenz de Ormijana · Ferrán Gonzalo Vaquer · Víctor Pérez Zamora · Vera Barón · España · 800 | Robin Berchiatti Nathan Charra Guillaume Camus Roman Salaun Nina Vabre Francia 790 | Oliver Widmann · Jonas Friedrich · Dennis Arnold · Carl Gustaf Christ · Nina Reichenbach · Alemania · 730 |

## Medallero
| Núm. | País           | Oro | Plata | Bronce | Total |
| ---- | -------------- | --- | ----- | ------ | ----- |
| 1    | España         | 3   | 2     | 1      | 6     |
| 2    | Reino Unido    | 1   | 1     | 1      | 3     |
| 3    | Francia        | 1   | 1     | 0      | 2     |
| 3    | Japón          | 1   | 1     | 0      | 2     |
| 5    | Estados Unidos | 1   | 0     | 1      | 2     |
| 6    | Australia      | 1   | 0     | 0      | 1     |
| 7    | China          | 0   | 1     | 1      | 2     |
| 7    | Hungría        | 0   | 1     | 1      | 2     |
| 9    | Argentina      | 0   | 1     | 0      | 1     |
| 10   | Alemania       | 0   | 0     | 2      | 2     |
| 11   | Canadá         | 0   | 0     | 1      | 1     |
|      | TOTAL          | 8   | 8     | 8      | 24    |